# Lézeres szemműtét

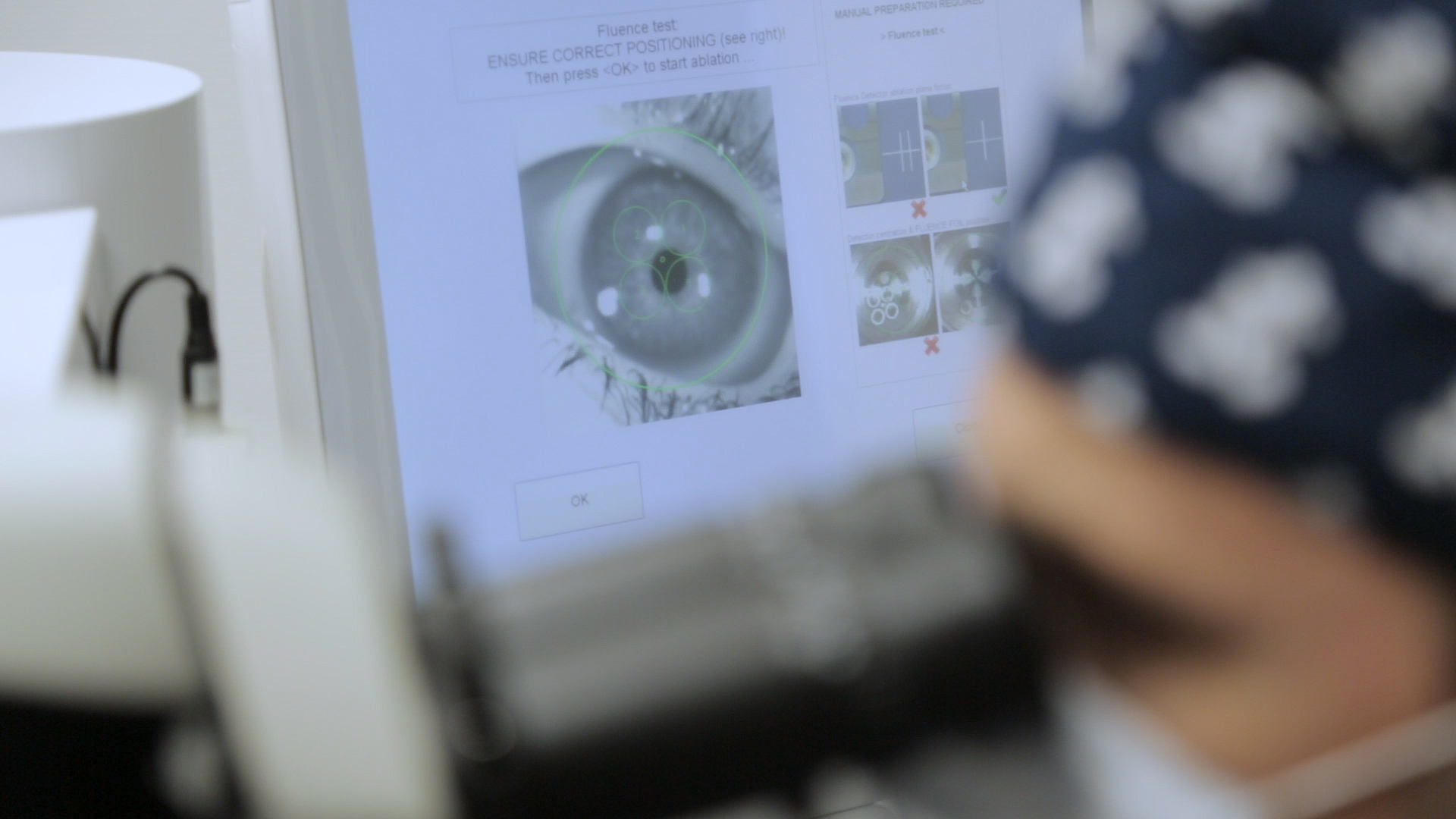
Szem pozicionálása a lézeres szemműtéthez

A lézeres szemműtét szemsebészeti eljárás, amelynek az a lényege, hogy az úgynevezett excimer lézerrel kijavítják a szem fénytörési hibáját. Ez háromféle módon történhet:
1. Rövidlátóknál (myopia) a szaruhártya fénytörési mutatóját kell csökkenteni, amit a szaruhártya közepének ellaposításával lehet elérni. A műtét során a szaruhártya elülső felszínén, középen, 5–9 mm átmérőjű körön belül, a számítógép vezérelte lézersugár elpárologtatja a vizsgálat során előzetesen megállapított dioptria értéknek megfelelő mikrométeres vastagságú szövetmennyiséget. Ügyelnek arra, hogy a kezelés után megfelelő mennyiségű szaruhártya vastagság maradjon vissza, és a szem stabilitása ne kerüljön veszélybe.
2. Távollátók (hypermetropia) esetén az éleslátáshoz, épp ellenkezőleg, növelni kell a fénytörési mutatót. Ezt a központi rész körül körbefutó bemélyedéssel lehet megoldani, ami kiemeli, kidomborítja a központi részt.
3. Belső szemtengelyferdülés (astigmia) esetén a szemben egy domborúbb és egy laposabb görbület alakul ki, ezért a fénysugarak nem egy pontban találkoznak. A műtét során mindkét görbületet kezelik, hogy egyetlen fókuszpont alakuljon ki, ami biztosítja az éles kép kialakulását.

Lézeres szemműtéttel az ún. korrigált vízus több mint 125%-os is lehet, tehát a jól látó – vagy szemüveggel, kontaktlencsével „támogatott” – szemhez képest is jobb látásélességet lehet elérni. Ennek nagy jelentősége lehet akár a vadászpilótáknál is, ahol ezt nem tiltják ott több repülőpilóta (illetve pilótajelölt) választja a látásjavító szemműtétet. Hazánkban a Honvédségi pilóták esetében a radiális keratotómia kizáró eljárás, de a PRK és a LASIK technológiák megengedettek, azonban az ilyen lézeres szemműtéten átesett páciensek mindig egyedi szemészeti elbírálás alá esnek.

## Történet

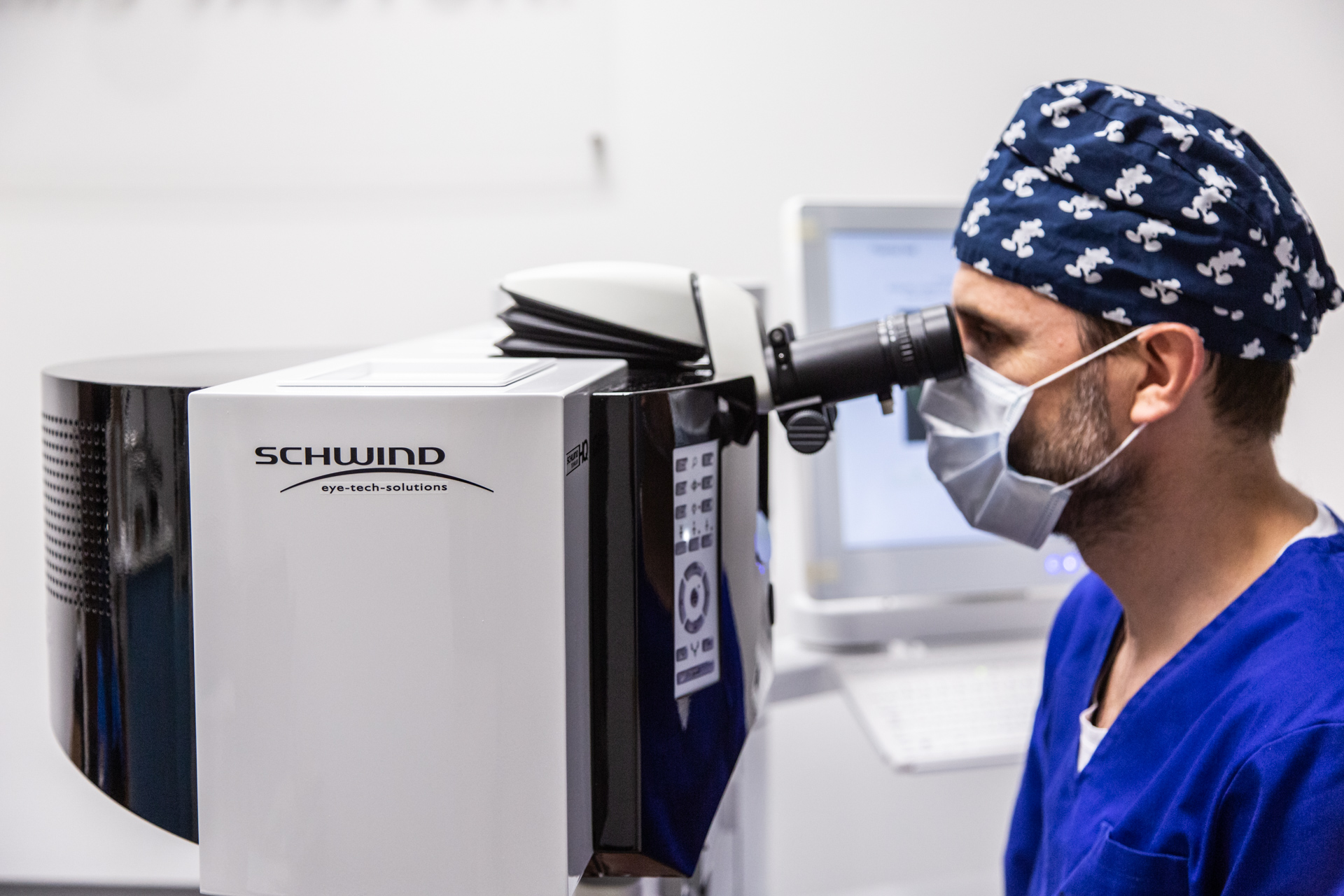
Operatőr lézeres szemműtét közben

- A 19. század végén Németországban és az Amerikai Egyesült Államokban Lans és Bates szemorvosok igyekeztek különböző látásproblémákat sebészeti úton korrigálni.
- A japán Sato az 1930-as években próbálkozott azzal, hogy a szaruhártyán ejtett bemetszésekkel megváltoztassa annak domborúságát, és javítsa a látáshibákat.
- Az eljárást az 1970-es években Fjodorov fejlesztette tovább, aki a radiális keratotómia (RK) gyakorlati alkalmazását dolgozta ki. Ebben az eljárásban úgy ejtenek bemetszést a szaruhártyán, hogy annak belső felszíne nem sérül. A módszer az Amerikai Egyesült Államokban Leo Bores révén terjedt el. Az eredmények azonban nem voltak kellőképpen kiszámíthatóak, és viszonylag sok szövődmény lépett fel.
- Az excimer lézer biológiai szövetekre gyakorolt hatásában rejlő lehetőségeket Srinivasan ismerte fel, a szemészettel pedig Steven Trokel hozta kapcsolatba a módszert. Az excimer lézer által kibocsátott nagy teljesítményű ultraibolya sugarat a szövet nagyon kis távolságon belül elnyeli. A nagy teljesítménysűrűség megbontja a molekulák közötti kapcsolatokat, így gyakorlatilag a lézer „elpárologtatja” a szövetet.
- Németországban 1985-ben Seiler végezte az első excimer lézeres beavatkozást.
- Az első szaruhártya felszínén történő lézeres kezelést (PRK) 1987-ben végezték vak szemen, a Columbiai Egyetemen.
- 1988-ban Marguerite McDonald a New Orleans-i Egyetemen végezte az első PRK beavatkozást látó szemen.
- A LASIK eljárást a görög Pallikarisz fejlesztette ki 1990-ben, de az első ilyen beavatkozást 1991-ben végezték az Amerikai Egyesült Államokban.

A világon eddig már több mint 40 millió szemüvegesen végeztek el valamilyen lézeres látáskorrekciót. A Magyarországon működő klinikák által közölt adatokat összeadva körülbelül 200 és 230 ezer közötti sikeres műtétről beszélhetünk.

## Eljárások

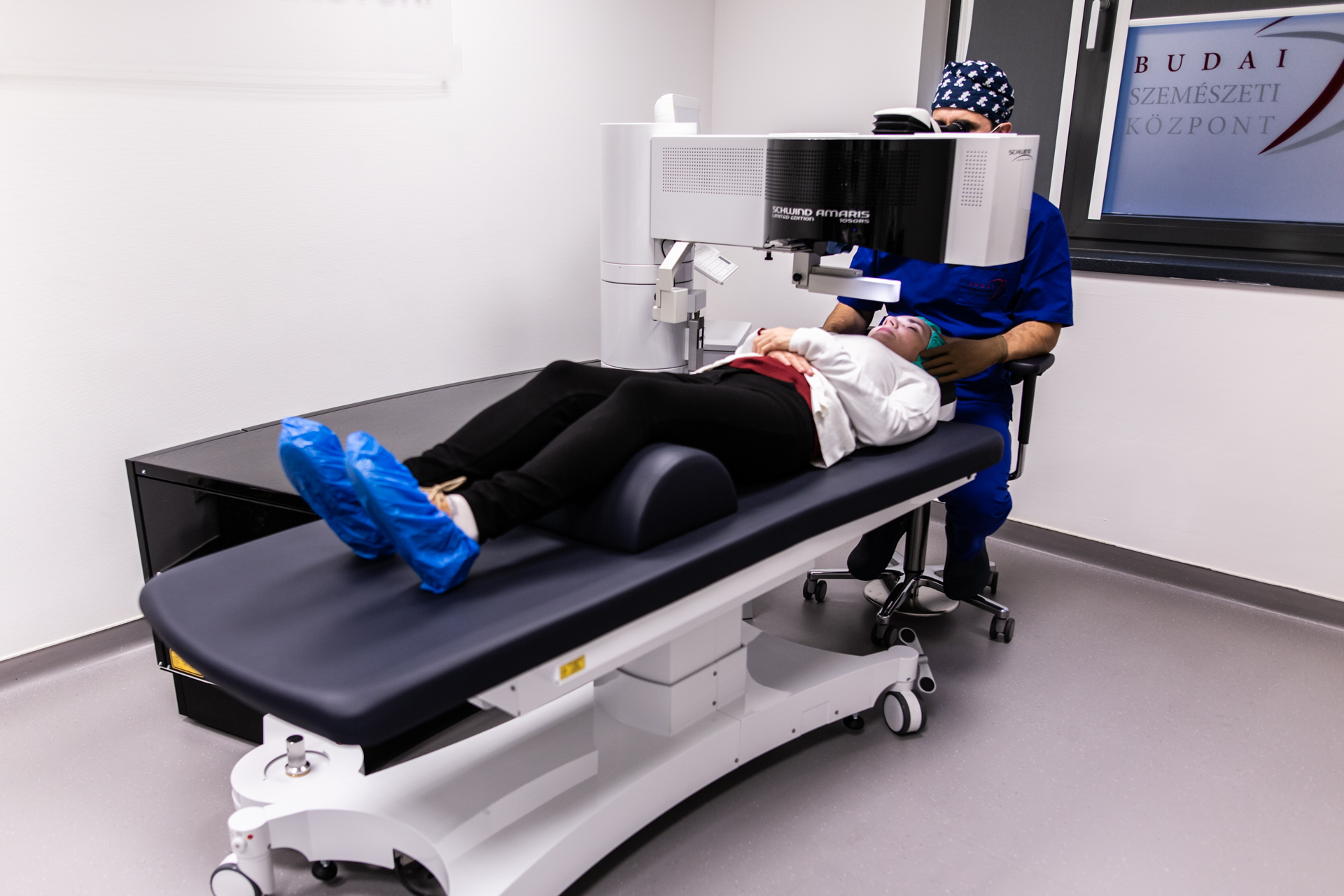
Fej pozicionálása a lézeres szemműtét előtt

Minden eljárás megegyezik abban, hogy a lézerkezelést a szaruhártya alsóbb, nem regenerálódó rétegében (stroma) végzik, ez garantálja a tartós eredményt. A számítógéppel vezérelt excimer lézer gyártmánytól függően másodpercenként 60–4000-szer ellenőrzi a szemgolyó helyzetét, és követi annak elmozdulásait. Nagy elmozdulás esetén a lézerkészülék leáll.
Ma már szinte minden kezelést lézerrel végeznek, amely tulajdonképpen elpárologtatja a fénytörési hiba megszüntetéséhez szükséges szövetmennyiséget. Azonban jelenleg is többféle eljárás létezik, amelyeknél a sebészek eltérő módon érik el a szaruhártya nem regenerálódó rétegeit.

### PRK
A PRK (PhotoRefractive Keratectomy) során ledörzsölik a szaruhártya védőrétegét, a hámsejteket (epithelium), és a szaruhártya felszínen végzik a lézeres kezelést. Ez az amúgy ártalmatlan és nem kellemetlen folyamat sokakat visszatarthat a PRK kezeléstől, mivel nem szeretnék, ha bármilyen eszközzel hozzáérnének a szemükhöz. Vélhetőleg ezt az igényt felismerve fejlesztették ki a No-Touch PRK kezelést.
A műtét után a kezelt területet védő kontaktlencsével fedik le. A hámsejtek 2–3 nap alatt nőnek vissza, mely idő alatt fényérzékenység, idegentest érzés tapasztalható. A szájon át szedhető fájdalomcsillapítók jól csökkentik a panaszokat.
A PRK kezelés előnye, hogy teljesen biztonságos, kitűnő eredményei vannak. Körülbelül 6 nap múlva lehet munkába állni. A műtét után a szemet legalább 6 hónapig 100%-os UV-szűrős napszemüveggel kell védeni (ezt felhős időben is viselni kell, a szórt fény miatt), mert az ibolyántúli /UV/ sugarak hatására a szaruhártya ismét megvastagodhat, és visszaáll a műtét előtti állapot.

### LASEK
A LASEK angol műszó, a Laser-Assisted Sub-Epithelial Keratectomy rövidítése. A LASEK a PRK egy változata. Azért fejlesztették ki, hogy az ismerten szövődményes LASIK eljárásnak alternatívát adjanak. Szintén felszínes kezelés, melynek során a felszíni hámréteget hígított alkohol segítségével meglazítják és felhajtják, a lézer kezelés után pedig visszahelyezik. Még kevesebb szövődmény lehetséges és a gyógyulási folyamat is gyorsabb. Kontaktlencsét a LASEK beavatkozás után is helyeznek a szemre.Sajnos az eljárás nem váltotta be a hozzá fűzött reményeket: nem kisebb a fájdalom, nem gyorsabb a gyógyulás. Ennek megfelelően világszerte visszaszorulóban van.

### LASIK
A LASIK angol műszó, a Laser-Assisted In Situ Keratomileusis rövidítése.
A sebész ennél az eljárásnál egy speciális, mechanikus eszköz (a mikrokeratóm) segítségével védőlebenyt képez a szaruhártya felső rétegeiből. Ezt felhajtja, majd a lebeny alatti fájdalommentes rétegben elvégzi a lézerkezelést. Végül visszahajtja a lebenyt, amely visszafekszik a műtött területre. A LASIK-nak kétségtelen előnye, hogy a PRK-val járó kellemetlenségektől mentes. A gyorsabb gyógyulás és a fájdalommentesség ígéretével a páciensek jelentős része – főleg Amerikában – ezt az eljárást választotta. Mára a LASIK tipusú lebenyes kezelések átvették a vezető szerepet a PRK-tól, a biztonságos FEMTOLASIK-nak, vagy más néven INTRALASIK-nak köszönhetően. Az eredeti, mechanikus LASIK mára visszaszorult.
A LASIK eljárás ugyanakkor többeknél súlyos, krónikus fájdalmat okozott.

### IntraLASIK
Az IntraLASIK eljárás lényegében megegyezik a LASIK eljárással. A különbség a védőlebeny képzésénél jelentkezik. A LASIK eljárásnál egy mechanikus eszközzel készítik a lebenyt, míg az IntraLASIK eljárásnál ezt a műveletet is lézer végzi számítógépes vezérléssel. A szaruhártya korrekciója a lebenyképzés után már azonos módon, mindkét esetben egy másik un. excimer lézerrel történik. A LASIK-nak számos intraoperatív szövődménye van, az IntraLASIK-nak sokkal kevesebb. A visszahajtott lebeny itt sem nő vissza soha, csak visszatapad. A lézer által képzett perem miatt sokkal biztonságosabb, de a lebeny elmozdulásának veszélye a páciens élete végéig fennáll. Mint a LASIK-nál, itt is elvágják a szaruhártyában lévő szemszárazságot jelző receptorokat, így legalább egy évre van szükség a megfelelő könnytermelés helyreállásához.

### A LASIK és az IntraLASIK és FEMTO kezelések összehasonlítása
A LASIK és az IntraLASIK eljárásoknál dioptriában mérhető eltérés kezelése ugyanúgy excimer lézerrel történik. A különbség a lebeny képzésének módjában van. LASIK során a szaruhártya hagymahéjszerűen elhelyezkedő lemezeit egy mechanikus eszközzel keresztülvágva képzik a lebenyt. Ennek következtében a szövődmény arány 0,5%-os, ami azt jelenti, hogy 200 páciens közül 1 esetében az egyik szemen várható szövődmény fellépte. A másik problémát az jelenti, hogy a LASIK-kal vágott lebeny lapszerűen fekszik fel a vágási felszínre, így mechanikus hatásra (légzsák, teniszlabda stb.) bármikor elmozdulhat, leszakadhat. Emiatt a két súlyos szövődményfajta miatt szorul vissza egyre jobban a LASIK világszerte. A FEMTO-nál és az INTRALASIK-nál nem mechanikus kés, hanem femtolézer végzi a lebenyképzést. A szaruhártya lemezeivel párhuzamosan haladva íves lebenyt alakít ki, amelynek a felszíne nem lapszerű, hanem peremmel rendelkezik. Ez a perem óvja meg a lebenyt a későbbiekben az elmozdulástól. Az IntraLASIK védett név, ezért a hazai gyakorlatban elterjedt másik neve a femtolézerre utaló FEMTO.
Összefoglalva tehát elmondható, hogy – bár a lebenykészítés módja a gyógyulási folyamatot kis mértékben befolyásolhatja – az azonos lézerkezelés miatt a műtét eredményessége nem függ attól, hogy lézer vagy mikrokeratóm készíti a lebenyt.

### Visumax kezelés
A Visumax eljárás két lényeges szempontból különbözik a LASIK illetve FEMTO eljárásoktól:
Egyrészt a szaruhártya hagymahéj szerű szerkezetében a héj lemezeit tökéletesen követve végzi a vágást, tökéletesebben mint a hagyományos FEMTO vagy LASIK, vagy IntraLASIK. Ennek köszönhetően a szaruhártya mechanikailag stabilabb marad, kevesebb ideg átvágására kerül sor, így a szemszárazság is kevésbé jellemző.
Másrészt nem okoz átmenetileg sem szemnyomás emelkedést a kezelés alatt, kíméletesebb, így azoknak is elvégezhető, akiknek a vannak szemfenéki elváltozásai, mint pl. a nagyfokú rövidlátóknak általában. A készüléket a német Zeiss gyártja.
A Visumax lézer SMILE /SMall Incision Lenticular Extraction/ kezelésre is képes, amely elsősorban azoknak való, akik extrem sportot végeznek, vagy nagyon vékony a szaruhártyájuk, esetleg szemfenéki elváltozás vagy szemszárazság akadályozza a hagyományos FEMTO eljárás végzést. 

### Egyénre szabott kezelés
Az egyénre szabott kezelés célja a magasabb rendű fénytörési hibák javítása, a szaruhártya felszínének pontos feltérképezése segítségével (hullámfront elemzés) az ideálishoz a lehető legjobban közelítő felszín kialakítása lézer segítségével. Hullámfront vezérelt egyénre szabott kezelésre viszonylag ritkán, az esetek 5-8 %-ában van csak szükség, csak akkor ha a szem optikai szerkezete ezt indokolja.
Egyéni kezelésként említik azt is, amikor nem a szem magasabb rendű fénytörési hibái alapján zajlik a kezelés, hanem a szaruhártya felszíni térképe alapján (topográfia alapú kezelés). Ez a beavatkozás még ritkábban indokolt, mint a hullámfront elemzésen alapuló. A szabálytalan, heges, vagy sérült szaruhártyák esetén van létjogosultsága. 

## Hazai viszonyok

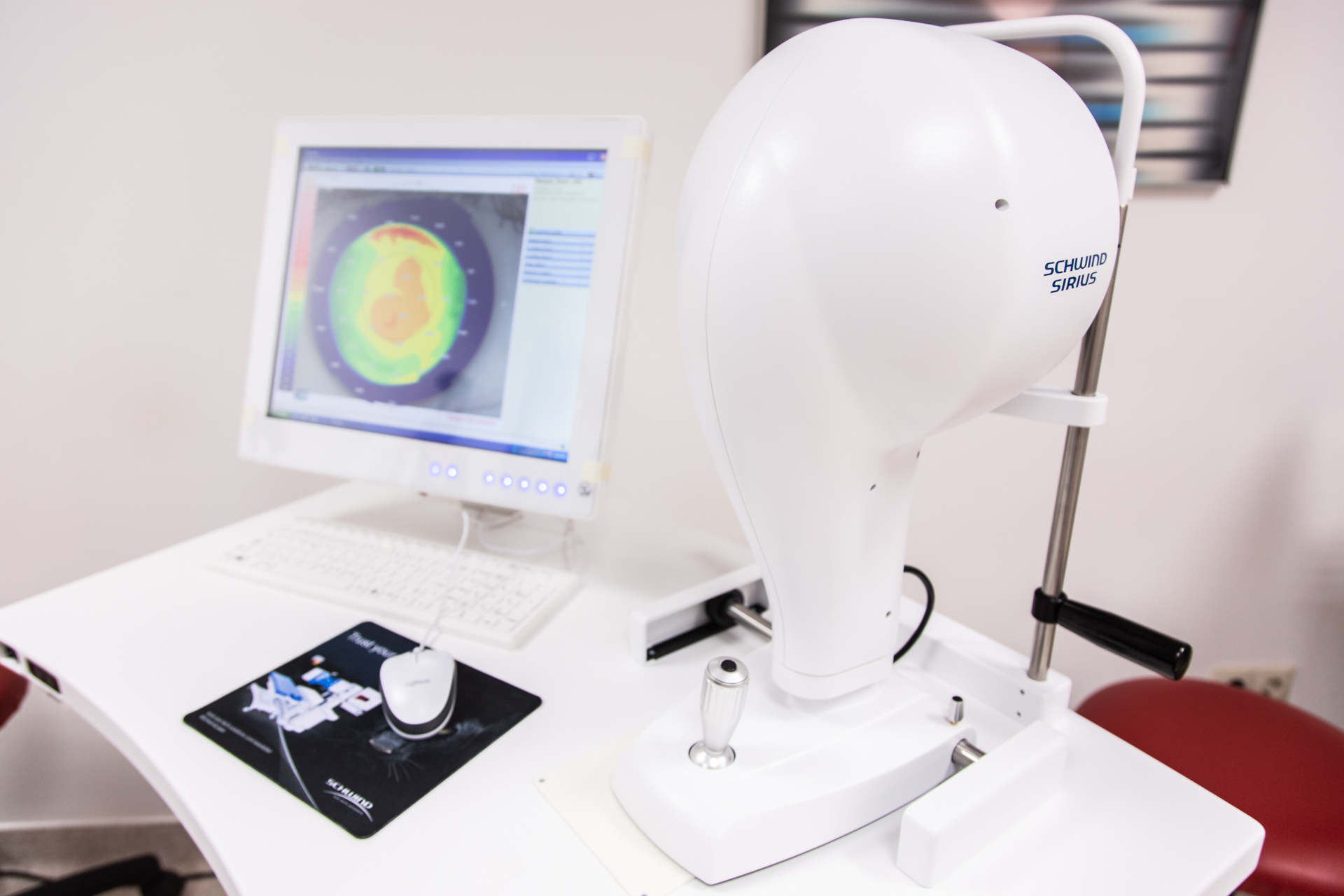
Schwind Sirius, hullámfront és topográfiás mérőeszköz

Magyarországon a lézeres szaruhártya sebészet nemzetközi összehasonlításban is jól áll. A SOTE szemklinikájának professzora, Nagy Zoltán Zsolt nemzetközi viszonylatban is úttörő munkát végzett az eljárás fejlesztésében, különös tekintettel az UV fény hatására a szaruhártya regenerációjára témában.
A Femto típusú eljárások bevezetésében szintén jelentős szerepük volt a magyar orvosoknak, a világon az első kezelések egy hazai magánklinikán történtek Ratkay Imola és Juhász Tibor közreműködésével még 2001-ben. Az itthon jelenleg hozzáférhető technikák nem maradnak el a vezető nyugat-európai klinikák kínálatától: a hazai piacon két lézeres látásjavító központ (Budapest és Sopron) eszközparkjában is elérhető a német Schwind cég Schwind Amaris 1050* excimer lézer, valamint egy budapesti klinikán az egyik legmodernebbnek számító Visumax femtosecundumos lézert is használják. Az utolsó műtéti típus, amit sok más országban már 10 éve végeznek, de a hazai palettáról mostanáig hiányzott, az a SMILE kezelés. 2020-ban került a magyar piacra. A látásjavító lézeres szemműtét OEP támogatást nem élvez, így csak magánklinikákon érhető el, ára a nyugat-európai árak 60-70% körül mozog. A műtétek valós eredményeiről nincs hozzáférhető adat a neten, de a valósnak, ha nem is hitelesnek tekinthető Facebook vélemények alapján a műtött emberek jellemzően elégedettek az eredményekkel.

### Egyénre szabott kezelések Magyarországon (7D plus, Smart, Elite, Contoura Vision)

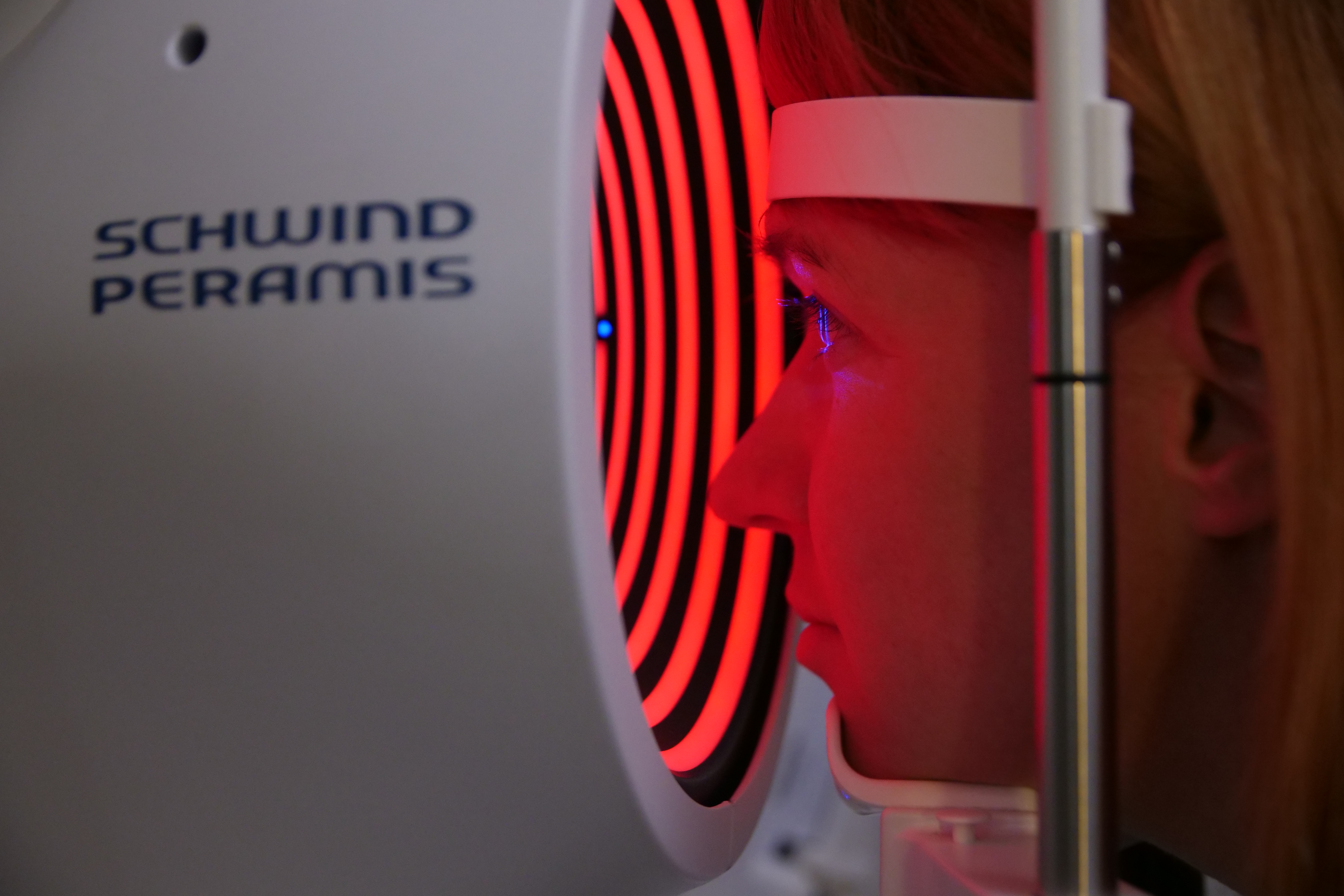
Hullám és topográfiás mérés egyénre szabott FEMTO Smart lézeres szemműtét előtt

A 7D plus, a Smart, Elite és a Contoura Vision a magyar szemklinikák vagy a lézer gyártóinak saját elnevezései az egyénre szabott műtétekre. A 7D plus és az Elite bármelyik az adott klinikán elérhető műtéti típushoz kérhető. A 7D plus kezelés esetében ezek a PRK, Zero-Touch, Lasik, FEMTO, az Elite kezelésnél pedig a PRK, Lasek, Epi-Lasik, Lasik, FEMTO. A Smart és a Contoura Vision kezelés viszont csak FEMTO alapon működik. Jelentős különbség még, hogy a 7D plus, Smart és Elite kezelések hullámfront elemzéssel dolgoznak, a Contoura Vision azonban topográfia alapú. A Contoura Vision beavatkozást tehát csak a szabálytalan, heges, vagy korábbi sérülés nyomait viselő szaruhártyák esetén ajánlott elvégezni.

## A szemműtétek sikerességének aránya
A műtétet abban az esetben tekinthetjük sikeresnek, ha nem lépett fel látást veszélyeztető szövődmény. Ebben az esetben a sikeresség aránya 100%-os. Abban az esetben, ha a sikeresség ismérve, hogy a beteg látásélessége szemüveg vagy kontaktlencse nélkül jobb lesz a műtét után, mint a műtét előtt volt, akkor szintén 100%-os sikerességről beszélhetünk. Világviszonylatban már több, mint 40 millió, az Amerikai Egyesült Államokban hozzávetőlegesen 10 millió lézeres látáskorrekciót végeztek el, a műtétek magas száma és a fejlett technológia igazoltan megbízhatóvá teszi az eljárást.
Abban az esetben, ha a sikerességet a műtét utáni elégedettséggel tekintjük egyenlőnek, 95-96%-os sikerességet olvashatunk ki az ezekről szóló kutatásokban. Ez a szám nem a technológia megbízhatóságát vagy megbízhatatlanságát mutatja, hanem a páciens előzetes tájékoztatásának hiányát tükrözi. Azoknál a betegeknél fordul elő a műtét utáni elégedetlenség, akik eltérő eredményre számítottak, mint ami technikailag lehetséges ezzel a módszerrel. A lézer csak a szemfelszíni fénytörési hibákat képes kezelni más okokból származó látásproblémák kezelésére nem alkalmas (például: egy tompalátó csak annyira fog jól látni a műtét után, mint a neki felírt legjobb szemüveggel).

## Gyerekeken végzett szemműtétek
A lézeres szemműtétek törvény által előírt alsó korhatára Magyarországon 18 év.  Ennek egyik fő oka, hogy növekedés során a dioptria folyamatosan változhat, így vannak, akiknek akár 20-23 éves korukig is várniuk kell, hogy stabilizálódjon dioptriaigényük. A gyerekeken végzett szemműtétek tiltásának másik fő indoka, hogy biztonsági okokból gyerekeken csak altatásban lehetne műtétet végezni, a lézer viszont csak akkor tud pontosan dolgozni, ha a páciens éber állapotban egy bizonyos pontra fixál – ez altatásban nem biztosítható. Egy szemműtét után a páciensnek több előírást is be kell tartania, például: rendszeres szemcsepp használata, UV-szűrős szemüveg viselése, a szem dörzsölésének mellőzése – gyerekek számára kockázatosabb a kezelés, mert ezeket az előírásokat nehezen tartják be maradéktalanul.
A kockázatok ellenére vannak nemzetközi példák, amikor indokolt esetben 18 éves kor alatt is elvégzik a kezelést. Ezek az alábbi speciális esetek: 
- A két szem törőereje közötti különbség meghaladja a 6 dioptriát és a szemüveges korrekció nem teszi lehetővé az optimális látást.[11]
- A két szem közötti nagy dioptriakülönbség okozta idegrendszeri eredetű viselkedészavar.
- Nagyon magas fénytörési hiba mellett az arc vagy a koponya deformitásából adódóan nem megoldható a szemüveg vagy kontaktlencse viselése.[12]

## Visszaromlás a lézeres szemműtétet követően
A lézeres szemműtét során a szaruhártya anyagából távolít el sejteket a lézer, ezzel változtatva kedvező irányban a szaruhártya fénytörését. A szaruhártya sejtjei a törzsfejlődés során hasonlóan egyéb szerveinkhez felkészültek arra, hogy az őket ért "ártalmat" kijavítsa. Ha a szem felszíne felől behatás éri a sejteket azt ártalomnak tekintik, márpedig pontosan ez történik a PRK kezelés során. A szaruhártya sejtek nem tudnak arról, hogy az átalakítás a gazdaszervezet érdekét szolgálja, ezért védekezni próbálnak ellene, "vissza akarják gyógyítani" a lézerrel elért átalakítást. Ez a "visszagyógyítási" folyamat az esetek 99%-ban könnyen kordában tartható megfelelő (szteroid tartalmú) szemcseppek adásával. A maradék 1%-ban újrakezelés a megoldás, vagy a FEMTO /LASIK kezelés választása. A FEMTO/LASIK kezelések során ugyanis a lézer hatása a védőlebeny alatt, a szaruhártya belsejében éri a sejteket, akik erre a változásra egyáltalán nem reagálnak, mivel a belülről soha nem érte őket ártalom az egész törzsfejlődés során. A PRK kezelések után tehát van visszaromlás ez első hat hónapban, amíg a gyógyulási folyamat teljesen le nem záródik, a FEMTO/LASIK kezelések után az első hat hónapban sincs.
A gyógyulási folyamat lezárta után a szervezet "sajátjának tekinti" az elért változást, nem küzd ellene a PRK kezelés után sem. 
Hosszú távon semmilyen visszaromlás nem történik, egyik kezelési módszer esetén sem. A szervezetnek általános tulajdonsága, hogy minden változás ellen csak egy bizonyos ideig küzd, mint pl. a nem 100 %-ig biokompatibilis implantátumok ellen.
Fentiek ellenére előfordulhat, hogy a lézerrel kezelt betegnek újra szemüveget kell viselnie. Ennek az lehet az oka, hogy ha a műtétet követően a műtéttől teljesen függetlenül változik a szem fénytörése, akkor a beteg ismét szemüveges korrekcióra szorul. Ha egy súlyos rövidlátónak -10 D-t távolít el a lézer, a műtét után a beteg akár évekig tökéletesen lát. Majd néhány év múlva, pl. gyermekszülés, vagy egyéb, akár ismeretlen ok kapcsán ismét romlik a rövidlátása -2 D-t. A beteg visszaromlásként éli meg a folyamatot, hiszen ismét szemüvegre szorul, igaz, csak -2D-ásra. Pedig nem erről van szó, az Ő fénytörési hibája most már -12 D, amiből néhány éve -10 D-t megoperáltak, -2 később, a műtét után keletkezett. Ha nem történt volna lézeres szemműtét, most -12 D lenne a fénytörési hibája. 
Műszeres mérésekkel könnyen igazolható, hogy a műtét eredményében nem történt változás, mivel a szaruhártya műtét utáni állapota pontosan ismert, ennek változatlan mivolta pontosan mérhető. 
Ilyen tovább romlás viszonylag ritka, az esetek 1-2 %-ban fordul elő és újabb műtéttel ez is megszüntethető az esetek döntő részében. . 